# Maspac Arriba 3ra. Sección
Maspac Arriba 3ra. Sección är en ort i Mexiko.   Den ligger i kommunen Ostuacán och delstaten Chiapas, i den sydöstra delen av landet, 700 km öster om huvudstaden Mexico City. Maspac Arriba 3ra. Sección ligger 260 meter över havet och antalet invånare är 107.
Terrängen runt Maspac Arriba 3ra. Sección är kuperad. Runt Maspac Arriba 3ra. Sección är det ganska glesbefolkat, med 35 invånare per kvadratkilometer. Närmaste större samhälle är Ostuacán, 6,0 km norr om Maspac Arriba 3ra. Sección. I omgivningarna runt Maspac Arriba 3ra. Sección växer huvudsakligen savannskog.